# ساتوکو ایشیمینه
ساتوکو ایشیمینه (انگلیسی: Satoko Ishimine؛ زادهٔ ۳ اکتبر ۱۹۷۵) خواننده-ترانه‌پرداز اهل ژاپن است. وی از سال ۱۹۹۴ میلادی تاکنون مشغول فعالیت بوده‌است.